# Liste von Persönlichkeiten der Stadt Rudolstadt

Wappen der Stadt Rudolstadt

Die Liste von Persönlichkeiten der Stadt Rudolstadt enthält Personen, die in der Geschichte der thüringischen Stadt Rudolstadt eine nachhaltige Rolle gespielt haben. Es handelt sich dabei um Persönlichkeiten, die Ehrenbürger von Rudolstadt waren oder hier geboren sind oder hier gewirkt haben.
Für die Persönlichkeiten aus den nach Rudolstadt eingemeindeten Ortschaften siehe auch die entsprechenden Ortsartikel.

## Ehrenbürger
- Adalbert Freiherr von Gleichen (1803–1887), bayerischer Kämmerer und Landwehroberstleutnant
- Adolf Richter (1846–1910), Geheimer Kommerzienrat[1]
- 1881: Anton Sommer (1816–1888), Thüringer Dialektdichter[2]
- 1887: Robert Wächter († 1892), Oberschulrat, Generalinspektor und Seminardirektor[3]
- 1912: Frenzel, Bürgermeister von Rudolstadt[4]
- 1917: Paul von Hindenburg (1847–1934), Generalfeldmarschall[5][6][7][8][9][10]
- 1933: Baldur von Schirach (1907–1974), Reichsjugendführer der NSDAP[11][12]
- 2016: Horst Fleischer, Museumsdirektor[13]

## Söhne und Töchter der Stadt
- Graf Ludwig Günther von Schwarzburg (1581–1646), von 1612 bis 1646 regierender Graf von Schwarzburg-Rudolstadt
- Graf Albrecht Günther von Schwarzburg (1582–1634), von 1612 bis 1634 regierender Graf von Schwarzburg-Rudolstadt
- Samuel Mosbach (1584–1649), Rechtswissenschaftler
- Hans Georg Schlehendorn (1616–1672), Bildschnitzer und Bildhauer
- Gräfin Aemilie Juliane von Schwarzburg-Rudolstadt, geb. Gräfin von Barby und Mühlingen (1637–1706), Dichterin geistlicher Lieder
- Graf Albert Anton von Schwarzburg (1641–1710), von 1646 bis 1710 Graf von Schwarzburg-Rudolstadt
- Fürst Ludwig Friedrich von Schwarzburg (1667–1718), von 1710 bis 1718 regierender Fürst von Schwarzburg-Rudolstadt
- Fürst Friedrich Anton von Schwarzburg (1692–1744), von 1718 bis 1744 regierender Fürst von Schwarzburg-Rudolstadt
- Fürst Ludwig Günther von Schwarzburg (1708–1790), von 1767 bis 1790 regierender Fürst von Schwarzburg-Rudolstadt
- Christian Nikolaus Eberlein (1721–1788), Kopist, Porträtmaler und Galerieinspektor
- Fürst Johann Friedrich von Schwarzburg (1721–1767), von 1744 bis 1767 regierender Fürst von Schwarzburg-Rudolstadt
- Johann Peter Schwartz (1721–1781), Theologe
- Christian Ernst Graf (1723–1804), Komponist
- Friedrich Hartmann Graf (1727–1795), Komponist
- Fürst Friedrich Carl von Schwarzburg (1736–1793), von 1790 bis 1793 regierender Fürst von Schwarzburg-Rudolstadt und Naturaliensammler
- Karl August von Beulwitz (1736–1799), preußischer Generalmajor und Chef des Kadettenkorps
- Carl Gerd von Ketelhodt (1738–1814), Jurist und Kanzler
- Johann Ludwig Ernst Morgenstern (1738–1819), Maler
- Martin Gottlieb Klauer (1742–1801), Bildhauer
- Ludwig Friedrich Cellarius (1745–1818), Theologe
- Johann August Heinrich Ulrich (1746–1813), Philosoph
- Heinrich Christoph Koch (1749–1816), Musiktheoretiker
- Justus Perthes (1749–1816), Buchhändler und Verleger
- Friedrich Wilhelm Ludwig von Beulwitz (1755–1829), Jurist und Kanzler von Schwarzburg-Rudolstadt
- Christoph Ludwig Kämmerer (1755–1797), Naturforscher
- Johann Heinrich Abicht (1762–1816), Philosoph
- Caroline von Wolzogen (1763–1847), Autorin und Schillers Schwägerin
- Friedrich Wilhelm von Ketelhodt (1766–1836), Jurist, Diplomat und Kanzler von Schwarzburg-Rudolstadt
- Charlotte von Lengefeld (1766–1826), Ehefrau des Dichters Friedrich Schiller
- Fürst Ludwig Friedrich von Schwarzburg (1767–1807), von 1793 bis 1807 regierender Fürst von Schwarzburg-Rudolstadt
- Johann Friedrich Schubert (1769–1811), Geiger und Komponist
- Carl Günther von Schwarzburg-Rudolstadt (1771–1825), Polizeidirektor
- Friedrich Christoph Perthes (1772–1843), Buchhändler und Verleger der Goethezeit
- Ludwig Ernst Christian von Kyckpusch (1774–1827), preußischer Generalmajor und Kommandant der Festung Silberberg
- Ludwig Friedrich Hesse (1783–1867), Historiker
- Heinrich von Holleben (1784–1864), preußischer General
- Johann Georg Martini (1784–1853), Maler und Kupferstecher
- Caroline Wilhelmine Johanna Riemer (1790–1855), Geheime Hofrätin zu Weimar, zeitweise Goethes Sekretärin und Gesellschafterin der Christiane von Goethe
- Heinrich Cotta (1791–1856), Maler, Kupferstecher und Radierer
- Fürst Friedrich Günther von Schwarzburg (1793–1867), von 1814 bis 1867 Fürst von Schwarzburg-Rudolstadt
- Christian Lorenz Sommer (1796–1846), klassischer Philologe
- Albert Seerig (1797–1862), Chirurg und Hochschullehrer
- Fürst Albert von Schwarzburg (1798–1869), von 1867 bis 1869 Fürst von Schwarzburg-Rudolstadt
- Julius von Röder (1798–1881), Richter und Kanzler bzw. Staatsminister in Schwarzburg-Rudolstadt
- Heinrich Leo (1799–1878), Historiker
- Johannes Carl Eduard Hercher (1800–1872), Politiker, Landtagsvizepräsident des Landtags von Schwarzburg-Rudolstadt
- Adolph von Schwarzburg-Rudolstadt (1801–1875), kaiserlicher Feldmarschallleutnant
- Julius Eberwein (1802–1870), Rechtsanwalt und Parlamentspräsident im Landtag Schwarzburg-Rudolstadt
- August Callmann (1804–1869), jüdischer Bankier und Unternehmer
- Johann Ernst Falke (1805–1880), Tierarzt
- Theodor Schwartz (1810–1876), Jurist, Hofbeamter und Parlamentarier des Fürstentums Schwarzburg Rudolstadt
- Günther Froebel (1811–1878), Hofbuchdrucker, Verlagsbuchhändler und Auswanderungsvermittler
- Friedrich Carl Hönniger (1812–1874), Beamter, Anwalt und demokratischer Politiker
- Anton Sommer (1816–1888), Dialektdichter
- Rudolf Hercher (1821–1878), klassischer Philologe und Gymnasiallehrer
- Carl Waldemar Dufft (1825–1900), Apotheker, Botaniker und Sammler
- Albert von Holleben (1825–1902), Staatsrat und Kammerherr
- Susanna Benda (1827–1912), Schauspielerin
- Ludwig Heinrich Graf von Holleben (1832–1894), Ingenieur und Beauftragter für die Erschließung des Eisenbahn- und Straßennetzes in Südbrasilien
- Elisabeth von Schwarzburg-Rudolstadt (1833–1896), durch Heirat Fürstin zur Lippe
- Freiherr Robert Oskar Vredeber von Ketelhodt (1836–1908), preußischer Politiker und Landrat
- Fürst Georg Albert von Schwarzburg (1838–1890), von 1869 bis 1890 Fürst von Schwarzburg-Rudolstadt sowie preußischer General der Kavallerie
- Maximilian Freiherr von Ketelhodt (1843–1907), Rittergutsbesitzer und Verwaltungsjurist
- Albert von Bamberg (1844–1910), klassischer Philologe und Gymnasialdirektor
- Rudolf Klussmann (1846–1925), Altphilologe
- Georg Boettger (1847–1915), Architekt
- Großherzogin Marie von Mecklenburg (1850–1922), Ehefrau des Großherzog Friedrich Franz II. von Mecklenburg
- Gustav Fischer (1850–1939), Fabrikant
- Fürst Günther Victor von Schwarzburg-Rudolstadt (1852–1925), von 1890 bis 1918 Fürst von Schwarzburg-Rudolstadt und von 1909 bis 1918 Fürst von Schwarzburg-Sondershausen
- Carl Alfred Müller (1855–1907), Botaniker
- Josef von Humbracht (1859–1932), Diplomat
- Ernst Anemüller (1859–1943), Philologe, Gymnasialprofessor und Bibliothekar
- Adolf Maennchen (1860–1920), Genre- und Landschaftsmaler
- Prinz Sizzo von Schwarzburg (1860–1926), designierter Fürst von Schwarzburg-Rudolstadt
- Max Quarck (1860–1930), Politiker (SPD), MdR
- Richard Güntsche (1861–1913), Mathematiker
- Carl von Bertrab (1863–1914), Offizier, Maler und Kunsthistoriker
- Gustav Bach (1871–1954), Maler und Bildhauer
- Albert Maennchen (1873–1935), Maler
- Wilhelm Wagner (1875–1953), Architekt, Baubeamter und Fachschullehrer
- Karl Lösche (1878–1964), Bildhauer
- Emma Cotta (1880–1957), Schauspielerin, Modedesignerin und Bildhauerin
- Max Hoene (1884–1965), Bildhauer
- Curt Rommel (1885–1972), Schweizer Jurist, Versicherungswissenschaftler und Hochschullehrer
- Arthur Möller (1886–1972), bildender Künstler
- Erich Lehmann (1890–1917), Leichtathlet
- Max Thalmann (1890–1944), Graphiker, Illustrator und Buchkünstler
- Walther Sommer (1893–1946), Jurist, SS-Oberführer in der NSDAP-Kanzlei
- Franz Beyer (1894–1983), Medailleur
- Alfred Schlemm (1894–1986), Offizier, zuletzt General der Fallschirmtruppe während des Zweiten Weltkriegs
- Walter Chemnitz (1901–1947), Politiker (KPD), Reichstagsabgeordneter
- Horst von Necker (1903–1979), Generalmajor im Zweiten Weltkrieg
- Fritz Möller (1906–1983), Pionier der Strahlungs- und Satellitenforschung
- Hartmut Erbse (1915–2004), Altphilologe
- Erich Franz (* 1919), Politiker (NDPD), Abgeordneter der Volkskammer der DDR
- Dietrich Andernacht (1921–1996), Archivar, geboren in Keilhau
- Heimo Erbse (1924–2005), Komponist und Opernregisseur
- Manfred Rock (1926–2011), Fußballspieler
- Wolfgang Morgenroth (1930–2021), Indologe, Sprachwissenschaftler und Hochschullehrer
- Wolfgang Herger (* 1935), Politiker (SED/PDS)
- Bärbel Mayer (* 1935), Leichtathletin und Olympiateilnehmerin
- Wolfgang Werth (* 1937), Literaturkritiker
- Jürgen C. Frölich (* 1939), Klinischer Pharmakologe
- Peter Greiner (1939–2019), Bühnen- und Hörspielautor
- Peter Rock (1941–2021), Fußballspieler
- Hartmut Engels (1942–2014), Politiker (CDU)
- Wolf Wondratschek (* 1943), Schriftsteller
- Lothar Lambert (* 1944), Regisseur
- Renate Schneider (* 1944), Politikerin (DSU)
- Ingrid Schmidt (1945–2023), Schwimmerin
- Peter-Jürgen Paschold (1946–2013), Pflanzenbauwissenschaftler
- Adelheid Eichhorn (* 1947), Künstlerin
- Karlheinz Frosch (* 1950), Politiker (AfD), Mitglied des Landtages von Thüringen
- Elvira Grudzielski (* 1950), Heimatforscherin
- Marita Krüger (* 1950), Theologin und Regionalbischöfin i. R.
- Herbert Wirkner (* 1950), Politiker (CDU), Mitglied des Thüringer Landtags
- Gerhard Botz (* 1955), Politiker (SPD)
- Heike Thiem-Schneider (* 1960), Schauspielerin
- Götz Schweighöfer (1960–2021), Schauspieler
- Rainer Kräuter (* 1964), Politiker (Die Linke) und Landtagsabgeordneter in Thüringen
- Dieter Scheidig (* 1965), Museologe und Autor
- Steffen Dittmann (* 1967), Langstreckenläufer
- Mario Ruben (* 1968), Chemiker und Universitätsprofessor
- Kathrin Tillmanns (* 1968), Medien- und Kulturwissenschaftlerin, Fotografin und Designerin
- Katja Koch (* 1970), Pädagogin
- Marco Kämpfe (* 1971), Fußballtrainer und -spieler
- Jens Weißgärber (* 1971), Fußballspieler
- Dietrich Bräutigam (* 1972), Kirchenmusiker und Chorleiter
- Timo Meynhardt (* 1972), Psychologe und Betriebswirtschaftler
- Thomas Benninghaus (* 1973), Politiker (AfD)
- Alexander Metzger (* 1973), Bobfahrer
- Christian Erdmann (* 1975), Schauspieler
- Nicole Herschmann (* 1975), Bobfahrerin
- Veit (* 1975), Rechtsextremist und Liedermacher
- Simone Lange (* 1976), Politikerin
- Susanne Wendland (* 1977), Politikerin (Bündnis 90/Die Grünen), Mitglied der Bremischen Bürgerschaft
- Annett Renneberg (* 1978), Schauspielerin und Sängerin
- Marcus Bischoff (* 1980), Sänger
- Christoph Stephan (* 1986), Biathlet
- Sören Eismann (* 1988), Fußballspieler
- Ermen Rejes-Napoles (* 1989), Basketballspieler
- Robin Krauße (* 1994), Fußballspieler
- Richard Heinze (* 1997), Schauspieler und Reality-TV Teilnehmer

## Persönlichkeiten, die mit der Stadt in Verbindung stehen
- Andreas Gerhard (1580–1623), Jurist und Kanzler, Hofrat in Rudolstadt
- Georg Achatz Heher (1601–1667), Jurist und Diplomat, von 1659 bis 1667 Kanzler von Schwarzburg-Rudolstadt
- Johann Rothmaler (1601–1650), Theologe und Geistlicher, von 1635 bis 1650 Generalsuperintendent von Rudolstadt
- Ahasverus Fritsch (1629–1701), Komponist und Jurist, ab 1657 in Rudolstadt tätig
- Friedrich Barthol von Bielen (1653–1708), Berghauptmann, Rat und Amtmann zu Leutenberg, schwarzburg-rudolstädtischer Kammerdirektor
- Philipp Heinrich Erlebach (1657–1714), Komponist, war 35 Jahre lang Hofmusiker in Rudolstadt
- Johann Heinrich Buttstedt (1666–1727), Komponist, ab 1691 Hoforganist in Rudolstadt
- Nicolaus Vetter (1666–1734), Komponist, ab 1690 Hoforganist in Rudolstadt
- Johann Georg Abicht (1672–1740), Theologe, besuchte in Rudolstadt das Gymnasium
- Johann Heinrich Acker (1680–1759), Gymnasiallehrer, Philologe und Literaturhistoriker
- Johann Graf (1684–1750), Komponist, ab 1723 in Rudolstadt tätig
- Johann Christoph Morgenstern (1697–1767), Maler in Rudolstadt
- Johann Nikolaus Tischer (1707–1774), Komponist, erhielt seine Ausbildung in Rudolstadt
- Georg Gebel (1709–1753), Komponist, ab 1746 in Rudolstadt tätig
- Karl Adolph Kändler (1719–1762), Holzbildhauer und Hofbildhauer in Rudolstadt.
- Georg Christian Füchsel (1722–1773), Geologe, lebte und starb in Rudolstadt
- Christian Gotthelf Scheinpflug (1722–1770), Komponist, ab 1745 in Rudolstadt
- Johann Stephan Müller (1730–1768), lutherischer Theologe, Geistlicher und Hochschullehrer, besuchte das Gymnasium in der Stadt und war Konsistorialassessor in Rudolstadt
- Carl Christoph Eckner (1743–1807), 1773–1807 Physikus in Rudolstadt
- Wolfgang Ratke (auch Ratichius) (1571–1635), Pädagoge und Schulreformer, als Verfolgter beherbergt von Anna-Sophia von Schwarzburg-Rudolstadt
- Friedrich Schiller (1759–1805), Dichter, besuchte Rudolstadt oft, da seine Frau Charlotte von Lengefeld aus Rudolstadt stammt; außerdem traf Schiller in Rudolstadt erstmals auf Johann Wolfgang von Goethe
- Johann Gottlieb Fichte (1762–1814), Philosoph, ab 1794 Mitglied einer Freimaurerloge in Rudolstadt
- Traugott Maximilian Eberwein (1775–1831), Komponist, seit 1797 mit Unterbrechungen am Rudolstädter Hof tätig
- Karl Christian Friedrich Krause (1781–1832), Philosoph, lebte 1804/05 in Rudolstadt
- Friedrich Fröbel (1782–1852), Pädagoge, arbeitete lange Zeit im Ortsteil Keilhau
- Albert Methfessel (1785–1869), Komponist, besuchte in Rudolstadt das Gymnasium
- Franz Junot (1785–1846), Bergbauminister in Schwarzburg-Rudolstadt
- Carl Poppo Fröbel (1786–1824), Lehrer am Gymnasium in Rudolstadt und Besitzer der Hofbuchdruckerei
- Arthur Schopenhauer (1788–1860), Philosoph, gastierte 1813 im Gasthof „Zum Ritter“ und vollendete dort seine Dissertationsschrift
- Richard Wagner (1813–1883), gastierte als junger Musikdirektor sechs Wochen lang in Rudolstadt
- Friedrich Adolf Richter (1846–1910), Unternehmer, Gründer des Ankerwerks und Hersteller der Anker-Steinbaukästen
- Louis Müller-Unkel (1853–1938), Glastechniker, verbrachte seinen Lebensabend in Rudolstadt
- Berthold Sigismund (1819–1864), Arzt, Pädagoge, Schriftsteller, Dichter und Politiker, ab 1850 Lehrer und Professor am Gymnasium Rudolstadt, wo er Naturwissenschaften, Mathematik und Englisch unterrichtete
- Theodor Quentin (1851–1905), bedeutender Kirchenbaumeister
- Eduard Müller (1855–1912), Unternehmer und Reichstagsabgeordneter (Nationalliberale Partei)
- Max Güntz (1861–1931), Agrarhistoriker, legte sein Abitur in Rudolstadt ab
- Rudolf Herzer (1878–1914), Komponist, lebte in Rudolstadt
- Franz Fürth (1880–1961), Hotelier und Politiker
- Bernhard Weiss (1880–1951), Jurist und Polizeibeamter, bestand im Jahre 1900 in Rudolstadt das Abitur
- Karl Dietz (1890–1964), Verleger, Geschäftsführer des Greifenverlages in Rudolstadt
- Alfred Ungelenk (1890–1978), Elektroingenieur und Unternehmer, Gründer des Röntgenröhrenwerkes in Rudolstadt, Erfinder der hochtemperaturgekühlten Drehanoden-Röntgenröhre
- Hans Fallada (1893–1947), Schriftsteller, besuchte in Rudolstadt das Gymnasium
- Wilhelm Geißler (1895–1977), Maler, lebte zwischen 1922 und 1929 in Rudolstadt
- Erich Hertzsch (1902–1995), Theologe, legte in Rudolstadt das Abitur ab
- Walther Müller (1905–1979), Physiker, vor dem Zweiten Weltkrieg bei Siemens in Rudolstadt tätig
- Alexander Golling (1905–1989), Schauspieler, debütierte 1924 in Rudolstadt
- Inge von Wangenheim (1912–1993), Schauspielerin und Schriftstellerin, lebte von 1961 bis 1974 in Rudolstadt
- Johannes Wieke (1913–1982), Schauspieler, debütierte 1937 in Rudolstadt
- Fritz Göhler (1926–2007), Schauspieler, war am Rudolstädter Theater tätig
- Bernhard Ilschner (1928–2006), Physiker, besuchte in Rudolstadt das Gymnasium
- Peter Gülke (* 1934), Musikwissenschaftler, 1959 bis 1964 am Theater Rudolstadt tätig
- Matthias Biskupek (1950–2021), Schriftsteller, lebte und arbeitete ab 1973 in Rudolstadt
- Konstanze Lauterbach (1954–2025), Theaterregisseurin, zwischen 1987 und 1990 in Rudolstadt tätig
- Steffen Mensching (* 1958), Theaterregisseur und Schriftsteller, seit 2008 Intendant des Rudolstädter Theaters
- Martina Eitner-Acheampong (* 1960), Schauspielerin, war zeitweise am Rudolstädter Theater tätig
- Olaf Rahardt (* 1965), Maler, seit 1997 in Rudolstadt tätig
- Beatrice Kaps-Zurmahr (* 1977), Schauspielerin, seit 2002 am Rudolstädter Theater tätig